# Coleophora albulae
Coleophora albulae là một loài bướm đêm thuộc họ Coleophoridae. Nó được tìm thấy ở Pháp, Thụy Sĩ và Ý.